# Ричaрд Алдингтон
Ричард Алдингтон (Портсмут, 8. јул 1892 — Сири-ан-Во, 27. јул 1962) био је енглески књижевник.
У поезији је био експериментатор и један од оснивача имажинизма. Истакнуо се и као романописац, својим романима „Херојева смрт“ и „Сви људи су непријатељи“.

## Дела

### Романи
- Херојева смрт
- Сви људи су непријатељи

### Збирке песама
- Слике, старе и нове
- Ратне слике
- Слике жеље